# Młodzieżowe Indywidualne Mistrzostwa Polski na Żużlu 2005
Młodzieżowe Indywidualne Mistrzostwa Polski na Żużlu 2005 – zawody żużlowe, mające na celu wyłonienie medalistów młodzieżowych indywidualnych mistrzostw Polski w sezonie 2005. Rozegrano dwa turnieje półfinałowe oraz finał, w którym zwyciężył Adrian Miedziński.

## Finał
- Toruń, 2 października 2005
- Sędzia: Piotr Nowak

| Msc. | Zawodnik             | Klub         | Pkt   |              |  |
| ---- | -------------------- | ------------ | ----- | ------------ |  |
| 1    | Adrian Miedziński    | Toruń        | 15    | (3,3,3,3,3)  |  |
| 2    | Janusz Kołodziej     | Tarnów       | 13    | (2,2,3,3,3)  |  |
| 3    | Karol Ząbik          | Toruń        | 10 +3 | (2,2,2,2,2)  |  |
| 4    | Marcin Jędrzejewski  | Bydgoszcz    | 10 +2 | ( 3,1,3,1,2) |  |
| 5    | Krystian Klecha      | Bydgoszcz    | 9     | (u,3,3,3,t)  |  |
| 6    | Marcin Rempała       | Tarnów       | 9     | (1,1,3,1,3)  |  |
| 7    | Zbigniew Suchecki    | Zielona Góra | 9     | (2,3,0,2,2)  |  |
| 8    | Mirosław Jabłoński   | Gdańsk       | 8     | (2,2,2,1,1)  |  |
| 9    | Ronnie Jamroży       | Wrocław      | 7     | (3,w,1,3,d)  |  |
| 10   | Krzysztof Kasprzak   | Leszno       | 6     | (3,3,w,–,– ) |  |
| 11   | Krzysztof Buczkowski | Bydgoszcz    | 6     | ( 1,1,2,0,2) |  |
| 12   | Paweł Miesiąc        | Rzeszów      | 5     | (1,2,2,w,–)  |  |
| 13   | Marcin Sekula        | Opole        | 4     | (0,u,1,2,1)  |  |
| 14   | Mariusz Pacholak     | Wrocław      | 3     | (0,1,0,2,0)  |  |
| 15   | Krystian Barański    | Grudziądz    | 3     | (1,1,1,0,0)  |  |
| 16   | Dawid Stachyra       | Rzeszów      | 1     | (w,0,1,u,–)  |  |
| 17   | Marcin Jankowski     | Rawicz       | 0     | (0,d,0,–,–)  |  |